# Danelija Alekszandrovna Tulesova
Danelija Alekszandrovna Tulesova (kazakul: Данэлия Александровна Тулешова vagy Төлешова), művésznevén Da NeL (Asztana, 2006. július 18.) kazak tatár (apja kazak, anyja tatár) énekesnő.

## Élete
Danelija Tulesova 2006. július 18-án született Kazahsztánban, Asztanában. Két fiatalabb testvére van.
2015-ben felfigyeltek rá az Ajalagan Asztana (Аялаған Астана) kazak énekversenyen, amely a Novaja Volna (Új Hullám) nemzetközi verseny gyerekeknek rendezett válogatója. Danelija megnyerte a versenyt, és bejutott a Novaja Volna gyerek-döntőjébe.
2017-ben megnyerte az orosz Nagyezsdi Jevropi (Európa Reménységei) énekversenyt és a The Voice Kids ukrán változatát.
Ő képviselte Kazahsztánt a 2018-as Junior Eurovíziós Dalfesztiválon. A szavazás végén 171 pontot kapott, és a hatodik helyen végzett.
Döntős volt a The World's Best című amerikai tévés tehetségkutatóban és az America's Got Talent 15. évadában.

## Diszkográfia
| Év   | Cím                       |
| ---- | ------------------------- |
| 2016 | Космос (Kozmosz)          |
| 2016 | Другие (Drugije)          |
| 2018 | Өзіңе сен (Özine szen)    |
| 2018 | Бiздiң әлем (Bizdin alem) |
| 2019 | Мама (Mama)               |
| 2019 | Don't Cha                 |
| 2020 | ХЗЧЗДЗ (HZCsZDZ)          |
| 2020 | Glossy                    |
| 2020 | Мой день (Moj gyeny)      |
| 2020 | OMG                       |
| 2020 | FIRE                      |
| 2021 | Like You Used To          |
| 2021 | Lucky Me                  |
| 2023 | Fck Hm                    |
| 2023 | Main Event                |
| 2023 | Trouble                   |

## Fordítás
- Ez a szócikk részben vagy egészben  a   Daneliya Tuleshova című angol Wikipédia-szócikk fordításán alapul.  Az eredeti cikk szerkesztőit annak laptörténete sorolja fel. Ez a jelzés csupán a megfogalmazás eredetét és a szerzői jogokat jelzi, nem szolgál a cikkben szereplő információk forrásmegjelöléseként.